# Нерада
Нерада (пол. Nierada) — село в Польщі, у гміні Почесна Ченстоховського повіту Сілезького воєводства.
Населення — 1132 особи (2011).
У 1975-1998 роках село належало до Ченстоховського воєводства.

## Демографія
Демографічна структура станом на 31 березня 2011 року:
|          | Загалом | Допрацездатний вік | Працездатний вік | Постпрацездатний вік |
| -------- | ------- | ------------------ | ---------------- | -------------------- |
| Чоловіки | 555     | 111                | 383              | 61                   |
| Жінки    | 577     | 93                 | 361              | 123                  |
| Разом    | 1132    | 204                | 744              | 184                  |